# Madeira Beach
Madeira Beach es una ciudad ubicada en el condado de Pinellas en el estado estadounidense de Florida. En el Censo de 2010 tenía una población de 4263 habitantes y una densidad poblacional de 504,58 personas por km².

## Geografía
Madeira Beach se encuentra ubicada en las coordenadas 27°47′44″N 82°47′30″O / 27.79556, -82.79167. Según la Oficina del Censo de los Estados Unidos, Madeira Beach tiene una superficie total de 8.45 km², de la cual 2,55 km² corresponden a tierra firme y (69,83 %) 5,9 km² es agua.

## Demografía
Según el censo de 2010, había 4263 personas residiendo en Madeira Beach. La densidad de población era de 504,58 hab/km². De los 4263 habitantes, Madeira Beach estaba compuesto por el 95,38 % blancos, el 0,87 % eran afroamericanos, el 0,56 % eran amerindios, el 1,03 % eran asiáticos, el 0,02 % eran isleños del Pacífico, el 0,63 % eran de otras razas y el 1,5 % pertenecían a dos o más razas. Del total de la población el 4,34 % eran hispanos o latinos de cualquier raza.